# Oecetis inconspicua
Oecetis inconspicua är en nattsländeart som först beskrevs av Walker 1852.  Oecetis inconspicua ingår i släktet Oecetis och familjen långhornssländor. Inga underarter finns listade i Catalogue of Life.